# Otto Glastra van Loon
Otto Jan Glastra van Loon (Soerabaja, 28 april 1906 – Baarn, 29 juni 1986) was een Nederlands dirigent en musicoloog.
Hij is zoon van Albertus Glastra van Loon en Tjipke Johanna Vlaskamp. Hij was getrouwd met zangeres Elisabeth Maria (Beppie) Koolhoven (scheiding 1949) en Cornelia Johanna Maria (Marlo) Swart. Zoon Eelco Glastra van Loon werd kunstenaar (tekeningen, etsen, gouaches), dochter Saskia Glastra van Loon was enige tijd sopraan bij het Amsterdams Operakoor en was enige tijd getrouwd met dichter Frank Lodeizen.
Na zijn middelbare school, een HBS in Apeldoorn, begon hij een studie bouwkunde aan de Technische Hogeschool Delft, die hij na twee jaar afbrak. Hij verdiepte zich vervolgens in de muziek bij Frank Vink (piano, compositieleer en muziektheorie, Felix Weingartner (dirigeren) en aan het conservatorium van Basel. Hij begon als koor- en assistent-theaterdirigent in het Zwitserse Basel (1929-1931). In 1930 was hij deels terug in Nederland en richtte samen met Leo Michielsen het Nederlands Kamerorkest op, waarvan hij tevens dirigent werd (1931-1941). Bekend is dat hij in 1938 samen met de componist Béla Bartók werkte aan een uitvoering van Bartóks Muziek voor snaarinstrumenten, slagwerk en celesta. Hij stond ook wel voor de Philips Orkest Vereniging in Eindhoven. Ondertussen dirigeerde hij ook een aantal (toonkunst-)koren binnen Nederland:
- 1930-1940: Toonkunstkoor van Dordrecht en directeur muziekschool aldaar
- 1931-?: Toonkunstkoor Rotterdam
- 1931-1941: – Kralingse Vrouwenkoor
- 1932-1935: – Rotte’s Mannenkoor
- 1936-1952: Philips' Philharmonisch Koor
- 1940-1941: assistent-dirigent aan het Kurhaus Scheveningen

Hij stond voorts op de bok van de Nederlandse Opera Stichting en gaf leiding aan diverse Nederlandse symfonieorkesten (via gastdirigentschappen), waaronder het Residentieorkest en de Arnhemsche Orkest Vereeniging en het Utrechts Stedelijk Orkest. Andere werkzaamheden bestonden uit het samenstellen en produceren van elpees op het gebied van klassieke muziek voor Philips Phonografische Industrie/Phonogram.
In 1941/1942 stond hij in totaal tien keer voor het Concertgebouworkest met uitvoeringen van Die Fledermaus van Johann Strauss jr. en Der Freischütz van Carl Maria von Weber, waarbij zijn vrouw een van de rollen zong.
In 1945 werd hij door de Centrale Ereraad voor de kunst voor drie jaar uitgesloten van het openbaar muziekleven omdat hij in de Tweede Wereldoorlog dirigent was geweest van de tijdens die oorlog opgerichte Amsterdamsche Opera. In 1947 werd die straf omgezet tot een jaar, welke termijn toen al verstreken was.
Van zijn hand verscheen een beperkt aantal composities (zoals Little melody voor viool en piano; Drie kleine klavierstukken en Vier etudes miniatures) en recensies. Voorts schreef hij Sesam Mozaïek der Muziekgeschiedenis (zes delen, 1967/1969) en Onder de stenen lier over het Concertgebouw (1969). Hij schreef voorts artikelen over muziek voor het blad Symphonia, Klankplaat, Voice en Het Vaderland.
- Biografisch Portaal: 61427694
- Digitale Bibliotheek voor de Nederlandse Letteren: glas021
- Gemeinsame Normdatei: 1082150029
- International Standard Name Identifier: 0000 0000 4330 2712
- Library of Congress Control Number: nb2001084086
- Nederlandse Thesaurus van Auteursnamen: 069592470
- Virtual International Authority File: 29036847
- WorldCat: E39PBJqFPF73TJXxq9vFrGRkDq